# Aegilops leveillei
Aegilops leveillei là một loài thực vật có hoa trong họ Hòa thảo. Loài này được Sennen & Pau mô tả khoa học đầu tiên năm 1916.